# Bustan al-Marj
Le conseil régional de Bustan al-Marj, en hébreu : מועצה אזורית בוסתן אל-מרג', est situé à proximité de la vallée de Jezreel, au nord d'Afoula en Israël. Sa population s'élève, en 2016, à 7 544 habitants.

## Liste des communautés
- Ed-Dahi (en)
- Kafr Misr (en)
- Naïm
- Sulam (en)

## Source de la traduction
- (en) Cet article est partiellement ou en totalité issu de l’article de Wikipédia en anglais intitulé « Bustan al-Marj Regional Council » (voir la liste des auteurs).